# クルト・ヴェントラント
クルト・ヴェントラント（Kurt Wendlandt、1917年8月13日 - 1998年2月13日）は、ドイツの画家、グラフィック・アーティスト、作家、書籍の挿絵画家。
その作品は、絵画、ドローイング、彫刻、フォトグラム、ライトグラフィックなど多岐にわたる。ヴェントラントが描いた本は、ドイツだけでなく、イギリス、オランダ、オーストリア、スウェーデン、スイスなどでも出版された。ヴェントラントは外国の文化にインスピレーションを求めるようになり、源氏物語などを扱うサイクル「エキゾチック・ラブ・ストーリーズ」を開発した。ヴェントラントの遺産は、ベルリン・ギャラリーなどが所有している。